# Matanofo (Falevai)
Matanofo ist eine Siedlung im Inland des politischen Bezirks (itūmālō) Aʻana des Inselstaats Samoa auf der Insel Upolu. Ganz in der Nähe liegt der gleichnamige Ort Matanofo.

## Geographie
Der Ort liegt zusammen mit Falevai und Samaʻi in einer Bucht am Asia Point, nordwestlich der Landzunge von Cape Mulitapuʻili, zwischen Faleaseela und Matautu.